# Metritis
Als Metritis (Synonym: Myometritis) bezeichnet man eine Entzündung der Muskelschicht  (Myometrium) der Gebärmutter. Bei ausgeprägter, eitriger Entzündung der Gebärmutterschleimhaut (Endometritis) kann diese grundsätzlich auf das Myometrium übergreifen. Klinisch ist bei der Metritis die Gebärmutter (bei bestehender Endometritis) besonders druckschmerzhaft.  In der Humanmedizin ist sie eine Rarität.
Bei Tieren entsteht eine Metritis zumeist aus einer Endometritis unmittelbar nach der Geburt durch über den Geburtskanal aufsteigende Bakterien. Begünstigt wird sie durch eine Nachgeburtsverhaltung und Verletzungen der Gebärmutter durch die Neugeborenen im Rahmen des Geburtsvorgangs oder durch geburtshilfliche Maßnahmen. Eine Metritis äußert sich in schweren Allgemeinstörungen, Fieber und übelriechendem Vaginalausfluss. Es besteht die Gefahr der Entstehung einer Septikämie oder Endotoxämie. Bei Sauen kommt es meist gleichzeitig zu einer Gesäugeentzündung und einem Milchmangel (sogenannter Mastitis-Metritis-Agalaktie-Komplex). Die Behandlung erfolgt mit Breitbandantibiotika und Arzneistoffen, die die Entleerung des krankhaften Gebärmutterinhalts fördern (Prostaglandin F2α). Bei Hund und Katze wird häufig auch eine Entfernung der Gebärmutter in Erwägung gezogen. Bei Stuten kann eine spezifische Metritis (Ansteckende Gebärmutterentzündung des Pferdes) auch infolge der Übertragung des Bakteriums Taylorella equigenitalis beim Deckakt auftreten. Im März 2014 wurde über eine Studie berichtet, bei der erstmals Impfstoffe gegen Metritis bei der Kuh entwickelt und erfolgreich getestet wurden. Die Infektionsrate sank um bis zu 83 Prozent.